# استان قادسیه
استان قادسیه (به عربی: محافظة قادسیه) یکی از استان‌های هجده‌گانه کشور عراق است.
بیشتر جمعیت عرب شیعه هستند.

## شهرهای استان قادسیه
1. دیوانیه
2. الحمزة
3. الشامیة
4. عفک

## جغرافیا
این استان در مرکز عراق قرار گرفته و مرکز آن شهر دیوانیه است.